# Biografielijst Tk

## Tka
- Anton Tkáč (1951-2022), Slowaaks baanwielrenner
- Vladislav Tkachiev (1973), Frans schaker